# Serbische Akademie der Wissenschaften und Künste

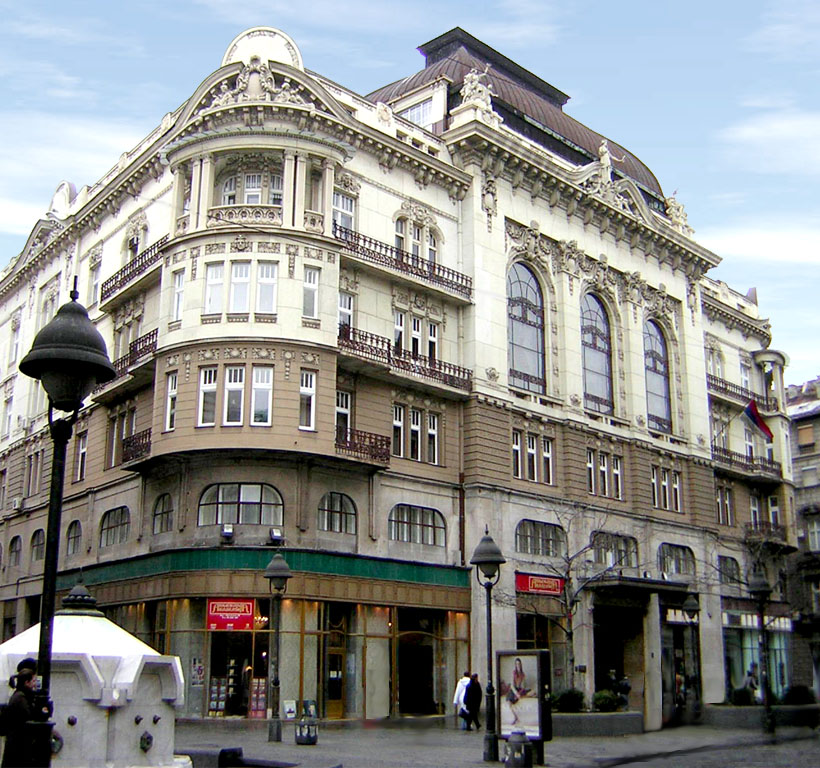
Serbische Akademie der Wissenschaften und Künste in der Belgrader Innenstadt

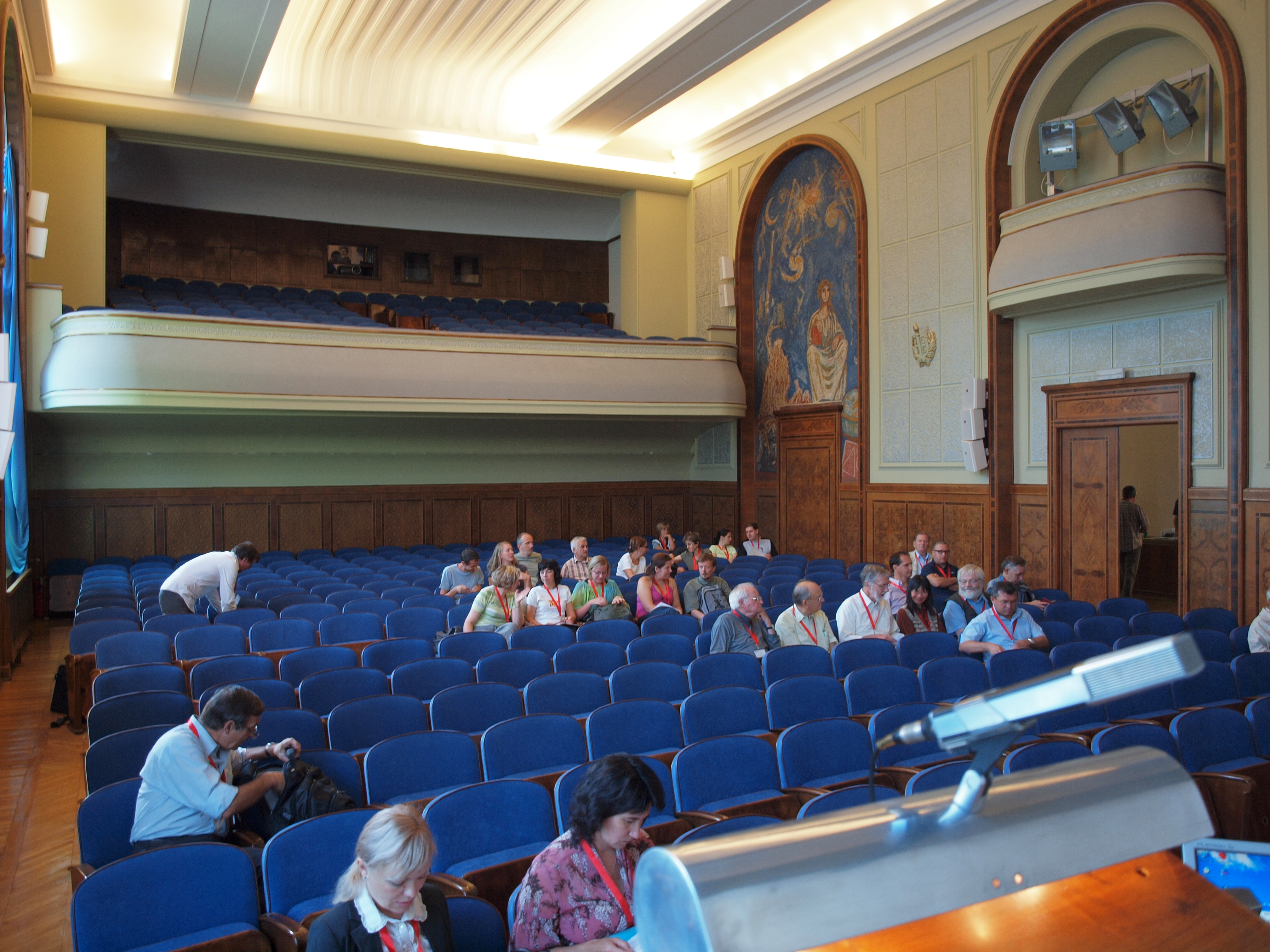
Großer Saal der Serbischen Akademie

Die Serbische Akademie der Wissenschaften und Künste (serbisch Српска академија наука и уметности Srpska akademija nauka i umetnosti, kurz SANU) ist die bekannteste Akademie in Serbien. Gegründet 1886 als Königlich serbische Akademie (Srpska kraljevska akademija) wurde sie 1947 umbenannt in Serbische Akademie für Wissenschaften (Srpska akademija nauka). Seit 1960 trägt sie ihre heutige Bezeichnung.

## Geschichte
Die Gründung erfolgte am 1. November 1886 durch Gesetzeserlass des Parlamentes, das König Milan I. Obrenović die Auswahl der Gründungsmitglieder überließ. Diese konnten dann die weiteren Mitglieder wählen.
Die ersten 16 Mitglieder der vier Abteilungen der Akademie wurden vom König am 5. April 1887 ernannt.
| Akademie der Naturwissenschaften - Josif Pančić - Dimitrije Nešić - Jovan Žujović - Ljubomir Klerić Akademie der Philosophie - Stojan Novaković - Milan Kujundžić - Svetislav Vulović - Svetomir Nikolajević | Akademie der Sozialwissenschaften - Čedomilj Mijatović - Milan Đ. Milićević - Ljubomir Kovačević - Panta Srećković Akademie der Künste - Ljubomir Nenadović - Matija Ban - Mihailo Valtrović - Davorin Jenko |

Am 30. Juni 1947 wurde aus der Königlichen Akademie, da die Monarchie abgeschafft wurde, die Serbische Akademie für Wissenschaft mit sechs, seit 1998 mit acht Abteilungen.

## Vorläufer

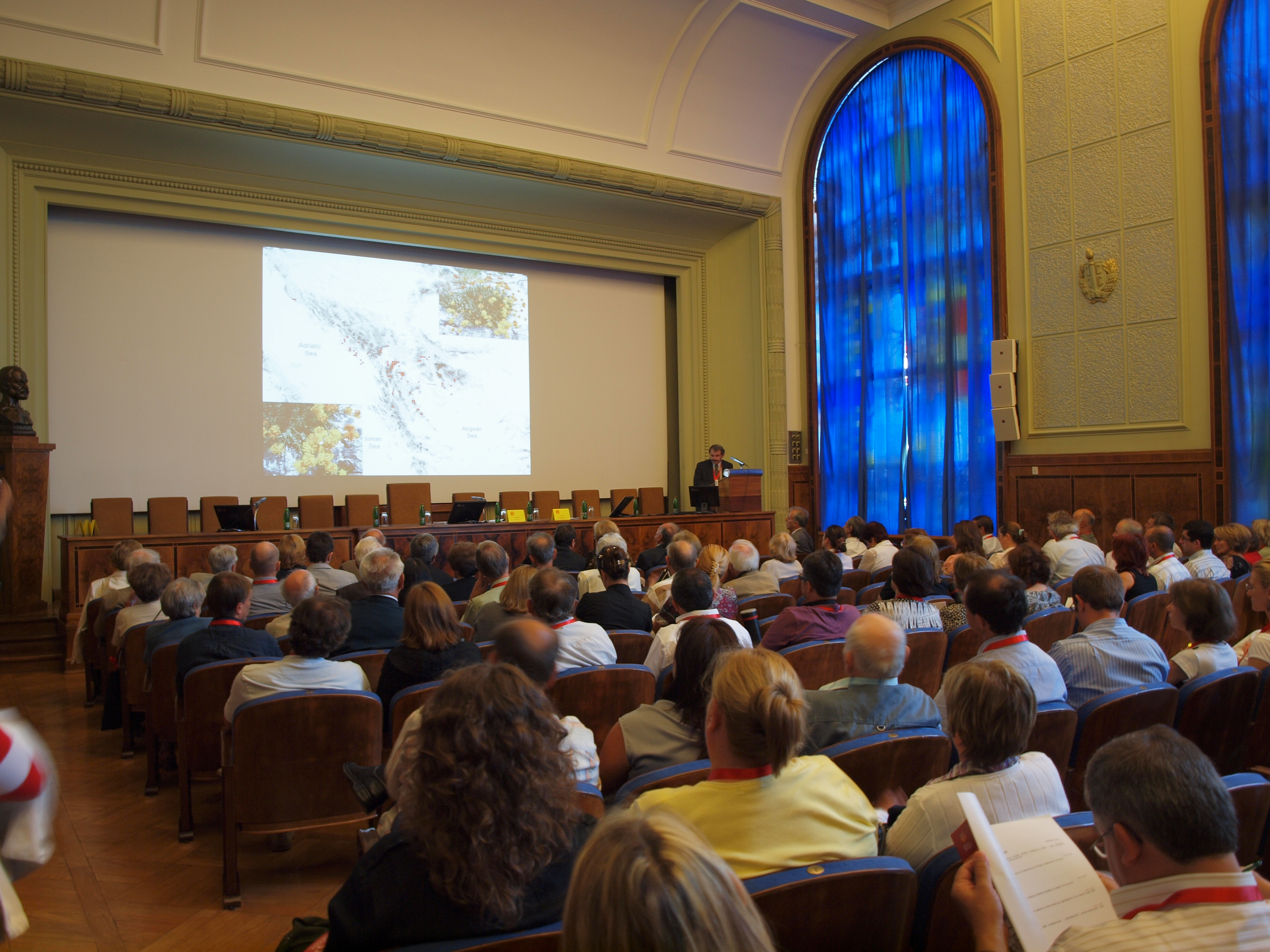
Der große Saal der Akademie. Ansprache des korrespondierenden Akademiemitglieds Vladimir Stevanović anlässlich eines Kongresses der Phytogeographie der Balkanhalbinsel

Der Vorläufer der Akademie war die am 31. Mai 1842 gegründete Gesellschaft der serbischen Gelehrsamkeit (Društvo srpske slovesnosti), welche am 29. Juli 1864 in die Serbische Gelehrtengesellschaft (Srpsko učeno društvo) aufgegangen war. Am 13. Mai 1886 wurde diese Gesellschaft aufgelöst um den Weg für die Königliche Akademie freizumachen. Aufgrund von Protesten wurde die Gelehrtengesellschaft am 25. Juli 1887 wiedereröffnet. Nach einem Ministerialdekret wurde diese dann 1892 in die Königliche Akademie eingegliedert.

## Mitglieder der Akademie
Alle drei Jahre wird die Zusammensetzung der Mitglieder der Akademie per Wahl geändert.

## Präsidenten
- 1887–1888 Josif Pančić
- 1888–1889 Čedomilj Mijatović
- 1892–1895 Dimitrije Nešić
- 1896–1899 Milan Đ. Milićević
- 1899 Jovan Ristić
- 1899–1900 Sima Lozanić
- 1900–1903 Jovan Mišković
- 1903–1906 Sima Lozanić
- 1906–1915 Stojan Novaković
- 1915–1921 Jovan Žujović
- 1921–1927 Jovan Cvijić
- 1928–1931 Slobodan Jovanović
- 1931–1937 Bogdan Gavrilović
- 1937–1960 Aleksandar Belić
- 1960–1965 Ilija Đuričić
- 1965–1971 Velibor Gligorić
- 1971–1981 Pavle Savić
- 1981–1994 Dušan Kanazir
- 1994–1998 Aleksandar Despić
- 1999–2003 Dejan Medaković
- 2003–2015 Nikola Hajdin
- seit 2015 Vladimir S. Kostić

## Abteilungen
Es gibt acht Abteilungen:
- Abteilung für Ingenieurwissenschaften
- Abteilung für Medizinwissenschaften
- Abteilung für Mathematik, Physik und Geowissenschaften
- Abteilung für Chemie und Biologie
- Abteilung für Philologie
- Abteilung für Bildende Kunst und Musikwissenschaften
- Abteilung für Sozialwissenschaften
- Abteilung für Geschichtswissenschaften